# Blade Man
Blade Man (Hangul: 아이언맨; RR: Aieonmaen; lit. homme de fer) est une série coréen  de 2014 mettant en vedette Lee Dong-wook et Shin Se-kyung. Il passait sur KBS2 (chaîne de télévision coréenne) du 10 septembre au 13 novembre 2014. Et compte 18 épisodes.

## Histoire
Joo Hong-bin est un homme riche avec un comportement insociable qui développe une capacité surhumaine - sa colère et sa douleur mentale se manifestent comme des lames sortant de son corps. Il rencontre Son Se-dong, une fille chanceuse qui commence à être empêtrée dans sa vie. Puisqu'ils tombent amoureux, elle guérit lentement son cœur et il apprend à traiter sa douleur intérieure et trouve un nouveau pouvoir.

## Casting

### Personnages principaux
- Lee Dong-wook dans le rôle Joo Hong-bin
- Park Gun-tae dans le rôle young Hong-bin
- Shin Se-kyung dans le rôle Son Se-dong
- Kim Kap-soo dans le rôle Joo Jang-won
- Han Eun-jung dans le rôle Kim Tae-hee

### Personnages secondaires
- Jung Yoo-geun dans le rôle Joo Chang
- Lee Mi-sook dans le rôle de madame Yoon
- Han Jung-soo dans le rôle du secrétaire  Go
- Lee Joo-seung dans le rôle Joo Hong-joo
- Yoon Da-kyung dans le rôle Yeon Mi-jung
- Song Kyung-chul dans le rôle du gardien
- Shin Seung-hwan dans le rôle Seung-hwan
- Sun Woong dans le rôle Kyung-ho
- Kim Jae-young dans le rôle Je-gil
- Kang Da-bin dans le rôle Soo-jae
- Kim Jin-tae dans le rôle Jung-joon
- Lee Seung-ho dans le rôle Go Yoon-seok
- Kim Hyung-bum dans le rôle du vieux collège Se-dong's
- Ra Mi-ran dans le rôle Elisa Park
- Jung Jin dans le rôle Oh Joong-shik
- Lee Dal-hyung dans le rôle du Chauffeur
- Choi Young-in dans le rôle de l'intendant
- Kim Mi-kyung dans le rôle de la gouvernante
- Kim Poo-reun Ba-da dans le rôle Kim Sun-woo
- Kim Kyu-chul dans le rôle Jo Bong-gu
- Kim Sun-hye dans le rôle du collège Tae-hee
- Son Young-hak
- Park Gun-rak

## Évaluation
| Épisodes # | date de diffusion  | Moyenne d'audience enregistrée | Moyenne d'audience enregistrée | Moyenne d'audience enregistrée | Moyenne d'audience enregistrée |
| Épisodes # | date de diffusion  | TNmS Ratings                   | TNmS Ratings                   | AGB Nielsen                    | AGB Nielsen                    |
| Épisodes # | date de diffusion  | dans le pays                   | Seoul National Capital Area    | dans le pays                   | Seoul National Capital Area    |
| ---------- | ------------------ | ------------------------------ | ------------------------------ | ------------------------------ | ------------------------------ |
| 1          | 10, 2014 Septembre | 6.0%                           | 6.6%                           | 6,6 %                          | 7,0 %                          |
| 2          | 11, 2014 Septembre | 4,8 %                          | 5,7 %                          | 5,7 %                          | 5,8 %                          |
| 3          | 17, 2014 Septembre | 5,0 %                          | 5,6 %                          | 5,6 %                          | 5,5 %                          |
| 4          | 18, 2014 septembre | 4,6 %                          | 5,1 %                          | 5,0 %                          | 5,0 %                          |
| 5          | 24, 2014 Septembre | 4,5 %                          | 5,5 %                          | 5,5 %                          | 5,7 %                          |
| 6          | 25, 2014 Septembre | 5,7 %                          | 6,3 %                          | 6.9%                           | 7.1%                           |
| 7          | 1, 2014 Octobre    | 4,8 %                          | 5,6 %                          | 5,0 %                          | 5,1 %                          |
| 8          | 8, 2014 Octobre    | 3,5 %                          | 4,7 %                          | 4,3 %                          | 4,1 %                          |
| 9          | 9, 2014 Octobre    | 4,1 %                          | 5,0 %                          | 4,7 %                          | 4,5 %                          |
| 10         | 15, 2014 octobre   | 3,3 %                          | 4,3 %                          | 4,1 %                          | 4,2 %                          |
| 11         | 16, 2014 octobre   | 3,8 %                          | 4,8 %                          | 4,3 %                          | 4,1 %                          |
| 12         | 22, 2014 octobre   | 4,6 %                          | 4,7 %                          | 5,1 %                          | 5,1 %                          |
| 13         | 23, 2014 Octobre   | 4,0 %                          | 4,5 %                          | 4,1 %                          | 3.6%                           |
| 14         | 29, 2014 Octobre   | 5,1 %                          | 6,1 %                          | 5,2 %                          | 5,3 %                          |
| 15         | 30, 2014 Octobre   | 3,4 %                          | 3,5 %                          | 4,3 %                          | 4,5 %                          |
| 16         | 6, 2014 novembre   | 2,9 %                          | 3,4 %                          | 4,0 %                          | 4,6 %                          |
| 17         | 12, 2014 Novembre  | 2,8 %                          | 3,6 %                          | 3.2%                           | 3,8 %                          |
| 18         | 13, 2014 Novembre  | 2.2%                           | 2.9%                           | 3,4 %                          | 3,9 %                          |
| Moyenne    | Moyenne            | 4,1 %                          | 4,8 %                          | 4,8 %                          | 4,9 %                          |